# Foxteriér drsnosrstý
Foxteriér drsnosrstý je jedním ze psích plemen a jedním z mnoha druhů teriérů. Drsnosrstý foxteriér je rozeznatelný na první pohled a i přes drobné podobnosti s hladkosrstým foxteriérem byli oba dva šlechtěni samostatně.
Drsnosrstý foxteriér pochází z Velké Británie, kde byl vyšlechtěn pro potřeby tamních lovců. První drsnosrstí foxteriéři byli představeni roku 1872 na výstavě v Birminghamu. Roku 1873 byli pak oficiálně uznáni Kennel Clubem. Nejvýznamnější období rozvoje prožila tato rasa mezi světovými válkami, kdy byla oblíbená na celém světě.

## Etymologie
Název foxteriér, v anglickém originále fox terrier, pochází z anglického slova fox - liška a latinského terra - země. Tato dvě slova byla použita právě kvůli původní funkci foxteriéra, který měl za úkol vyhánět lišky z nor, tedy ze země. Drsnosrstost je pak v anglickém originále označena slovem wire.

## Vzhled

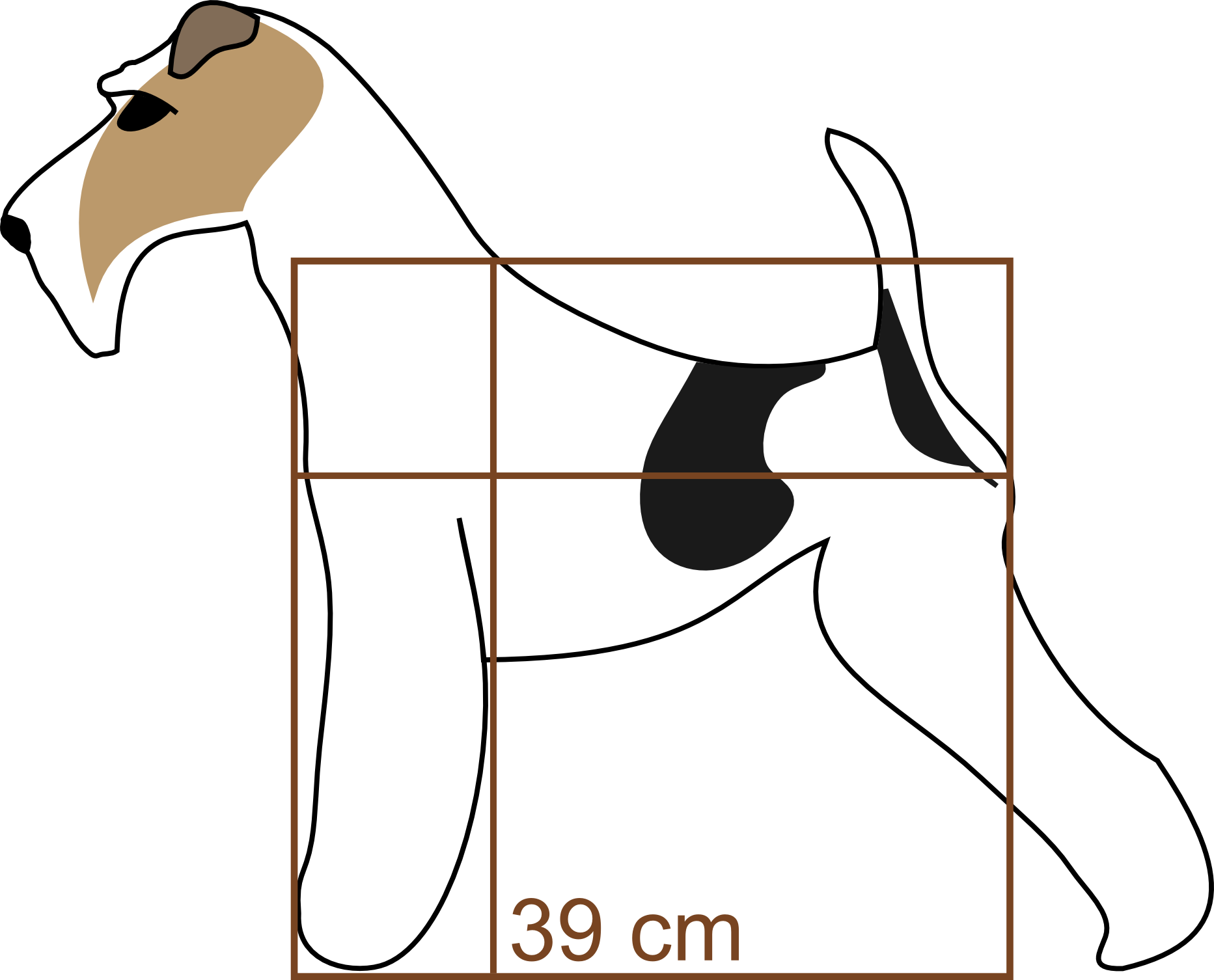
Proporce drsnosrstého foxteriéra

### Standard
Současný standard FCI pro drsnosrsté foxteriéry byl schválen 1. prosince 1997. Dle FCI jsou všechny odchylky o dále uvedeného standardu považovány za vady, jejichž míra se musí posuzovat v poměru k jejímu významu.
Drsnosrstý foxteriér by dle schváleného standardu měl být ostražitý, hbitý a rychlý ve svém pohybu. Jeho výraz by měl být bystrý. Už při nepatrném popudu by měl očekávat další pokyny svého pána. Své popudy by pak měl svému pánu předávat očima a ocasem.
Dobrá kostra a pevnost jsou považovány za nezbytné, pes však musí zároveň zůstat pružný a hbitý. Nesmí se stát těžkopádným. Důraz je tak kladen na jeho rychlost, vytrvalost a výkon.

## Temperament

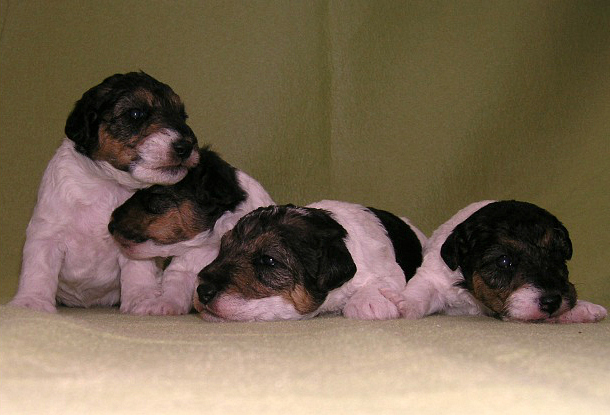
štěňata foxteriéra drsnosrstého stáří 3 týdny

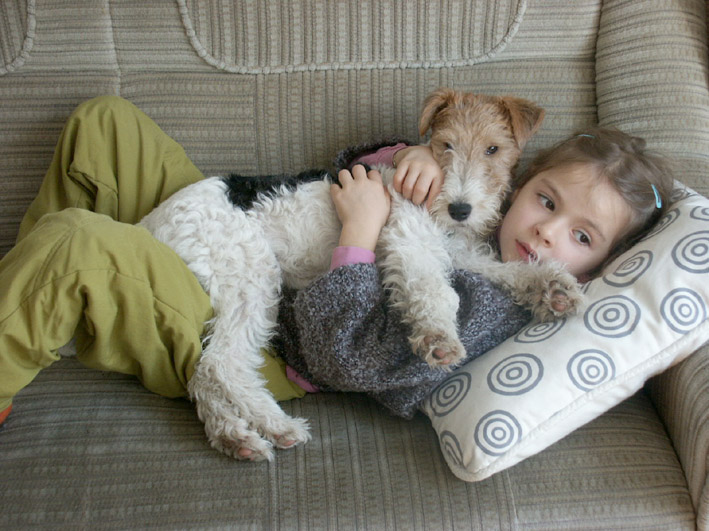
Drsnosrstý foxteriér jako rodinný pes

Drsnosrtsí foxteriéři jsou známí svojí hravou a čilou povahou. Vyznačují se rovněž svým temperamentem, ostražitostí a nebojácností. Jejich povaha je ale rovněž ovlivněna jejich tvrdohlavostí, která je spojena s přirozenou inteligencí a mazaností tohoto plemene. Právě kvůli jejich tvrdohlavosti a zároveň inteligenci je třeba začít s jejich výchovou již v raném věku a nezanedbávat ji. Mladý foxteriér by při zanedbání výchovy mohl získat zlozvyky, kterých by se v budoucnu jen těžko zbavoval. Zároveň by mohlo dojít k neposlušnosti vůči svému pánu. V opačném případě, při pečlivé výchově, je foxteriér poslušný a věrný společník. Vždy je plný očekávání na další pokyny svého pána. V mladém věku je dobré rovněž navázat kontakt psa s možnými ostatními domácími zvířaty, aby si na ně zvykl a v budoucnu je nepronásledoval.
Drsnosrstí foxteriéři jsou také společenští a přátelští, společnost jejich pána je potěší. Dobře vycházejí i s malými dětmi, vůči kterým jsou poměrně tolerantní a benevolentní. S většími dětmi pak mají velice rádi různé hry. V rodině se rychle stávají jejím neodlučným členem, ke všem rodinným příslušníků jsou pak přítulní. Mezi oblíbené činnosti foxteriérů přirozeně, vzhledem k jejich původnímu určení, patří norování, pobyt venku a dlouhé procházky či i aportovací hry a cvičení.

## Původ a historie

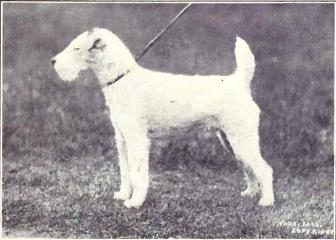
Drsnosrtý foxteriér okolo roku 1915

Drsnosrstý foxteriér byl vyšlechtěn v Anglii pro potřeby tamních lovců. Původně tak byl využíván právě jako jeden ze psů tvořících lovcovu smečku. Jeho hlavním posláním ve smečce bylo vyhnat pronásledovanou lovenou zvěř z nory a nahnat ji tak lovci a ostatním psům ze smečky. Lovená zvěř vyháněná z nory pak měla být co možná neporušená, v případě nouze ji však mohl foxteriér zardousit. Využíván tak byl především pro lov lišek, odtud pochází i jeho název. Na honech bylo využíváno především jeho hbitosti a velikosti, která mu umožnila proniknout do nor. Foxteriér měl oproti ostatním psům z lovecké smečky i speciální postavení. Při honu byl vozen ve speciální sedlové brašně připevněné k sedlu lovce na koni, tak aby nebyl unaven a byl vždy připraven pro vyhánění lovené zvěře z nor. Na rozdíl od například psů chovaných pro udržování pořádku ve stájích byli lovečtí foxteriéři chováni v psincích, kde o ně bylo pečlivě staráno.
Dobré kvality plemene se však ukázaly také při lovu další drobné zvěře, například zajíců, jezevců či krys. Odchytávání drobné zvěře bylo uplatněno především ve stájích a chlévech. Drsnosrstí foxteriéři byli dále užíváni také pro vodní práci, konkrétně pro lov vyder a kachen.
První doklady existence foxteriérů obecně pocházejí již ze 14. století. Samotný drsnosrstý foxteriér byl vyšlechtěn ve Velké Británii v polovině 19. století. Pozornost veřejnosti se na foxteriéry obrátila poprvé v šedesátých letech 19. století. Roku 1862 tak měli foxteriéři poprvé vlastní třídu na výstavě v Irlingtonu v Británii. Drsnosrstí foxteriéři pak vlastní třídu na výstavách získali v průběhu let sedmdesátých. Drsnosrstí foxteriéři do té doby však byly značně přehlíženi a hladkosrstá varianta rasy byla upřednostňována. Roku 1876 byl rozvoj plemene podpořen také založením Anglického klubu chovatelů foxteriéru. Zástupci drsnosrtstých foxteriéru se osvědčili i jako pomocníci vojáků za první světové války. Známý zástupce plemene Drummer Jack dokonce dosáhl vojenského vyznamenání.
Mezi válkami dosáhli foxteriéři, jak hladkostrstí tak především drsnosrstí, maximální míry popularity a jejich rozmach dosáhl obřích rozměrů. V roce 1928 tak vznikl i československý Klub chovatelů foxteriérů. Organizace se zabývala podporou chovu psů jak pro společenské využití, tak rovněž pro potřeby myslivectví. V poválečném období došlo však k značnému úbytku foxteriérů, dnes však zažívají nový nárůst oblíbenosti.

## Péče

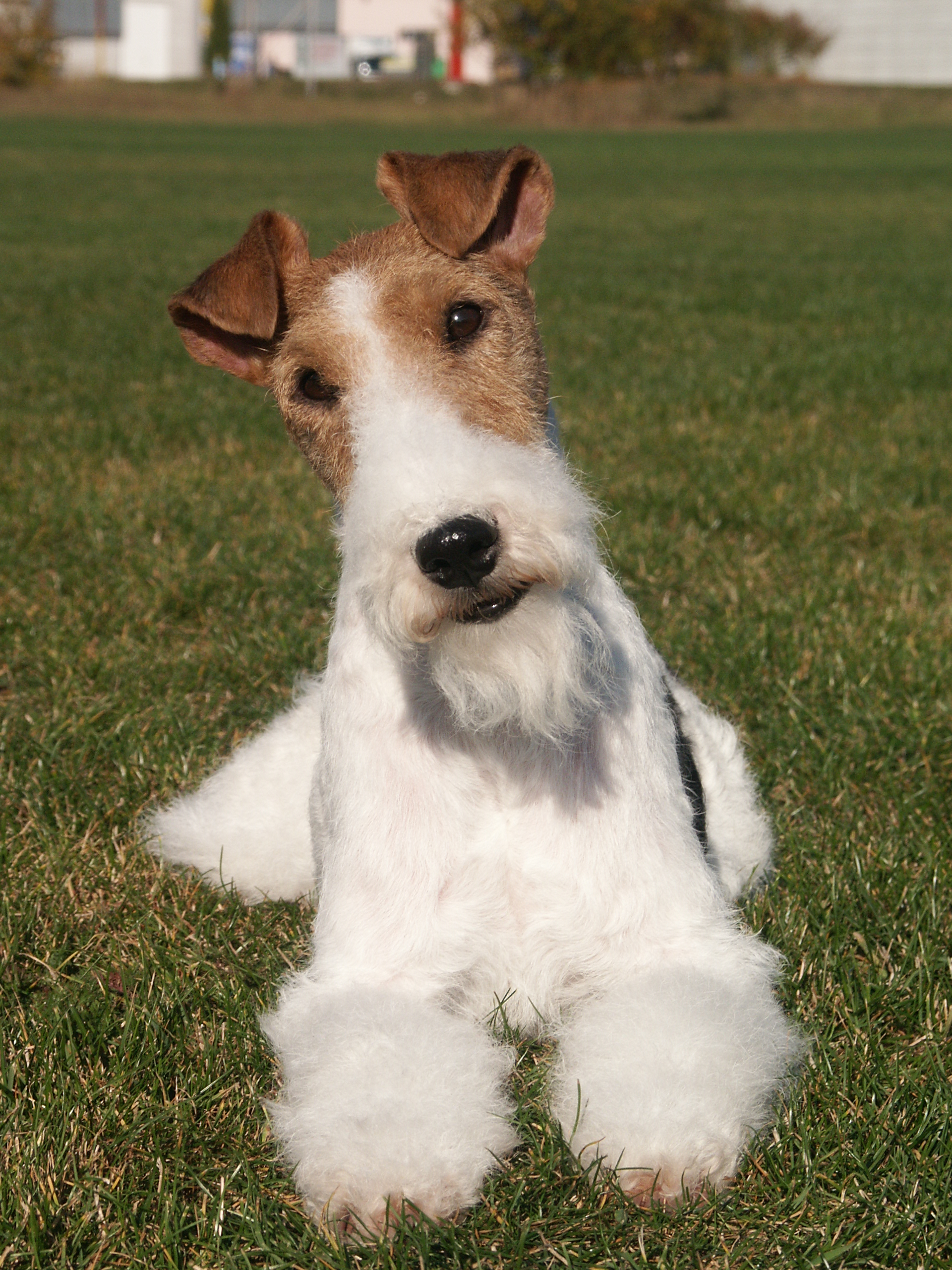
Foxteriér drsnosrstý

V porovnání se svým hladkosrstým protějškem je považován za náročnějšího, co se péče týče, právě foxteriér drsnosrstý. Trimování drsnostého foxteriéra je zapotřebí provádět několikrát do roka. Několikrát týdně je třeba srst také pečlivě vykartáčovat. U této rasy je velmi významnou důkladná výchova. Foxteriér je rasou učenlivou, jeho výcvik však nesmí být zanedbán. Foxteriéři zároveň vyžadují možnost pohybu, což je dáno jejich původem. V přírodě jsou tak velmi energičtí.

## Známí zástupci
- Bob – drsnosrstý foxteriér z knihy Němý svědek (jeden z případů Hercula Poirota) od Agathy Christie
- Caesar – společník anglického krále Eduarda VII.
- Dášeňka – předloha a hlavní postava příběhu Dášeňka čili život štěněte o drsnosrstém foxteriéru napsaného Karlem Čapkem
- Filuta (francouzsky v originále Milou, anglicky Snowy) – bílý drsnosrstý foxteriér známý z původně komiksových příběhů o Tintinovi[10][11]
- Polly – bílý drsnosrstý foxteriér, společník Charlese Darwina[10][11]
- Robin - drsnosrstý foxteriér, hrdina románů české spisovatelky Zdeny Frýbové.